# Diamond Light Source
Diamond Light Source o Diamond es la instalación nacional británica de radiación sincrotrón, utilizada para investigaciones científicas en varias disciplinas. Diamond está situado en el Harwell Science and Innovation Campus, en la localidad de Didcot, Oxfordshire. El anillo de almacenamiento, de 3 GeV entró en funcionamiento en 2007; la operación de la instalación corre a cargo de la fundación Wellcome Trust y el Science and Technology Facilities Council.

## Historia
En abril de 1993, un comité científico multidisciplinar recomendó la construcción de una instalación de radiación sincrotrón de energías medias para reemplazar al sincrotrón SRS, situado en Daresbury, Cheshire. La Wellcome Trust se comprometió desde 1997 a cofinanciar y dirigir la instalación, y el gobierno francés también expresó interés en colaborar en el proyecto. La decisión de construir Diamond en Oxfordshire estuvo motivada por la concentración de institutos de investigación científica, las limitaciones de espacio en Daresbury y para asegurar la participación francesa, aunque el gobierno francés decidió al final concentrarse en una fuente de luz sincrotrón  propia, SOLEIL.
En 2002, se estableció la compañía Diamond Light Source Ltd, copropiedad del gobierno británico y la Wellcome Trust. El sincrotrón entró en funcionamiento en el año 2007.

## Aceleradores
Diamond es un sincrotrón de electrones y funciona a una energía de  3 GeV; Los electrones son producidos al calentar un cátodo sometido a un voltaje alto. La aceleración de los electrones tiene lugar en dos etapas: en primer lugar, un acelerador linear o LINAC imparte una energía de   1 GeV; desde el LINAC, los electrones pasan a un sincrotrón booster, donde adquieren la energía final antes de ser injectados en el anillo de almacenamiento, un sincrotrón de 360 m de circunferencia, compuesto de  24  secciones y  48 imanes dipolares. Al circular alrededor del anillo los electrones pierden energía, emitida como radiación sincrotrón; para reponer la energía se utilizan cavidades de radiofrecuencia. Diamond es el primer sincrotrón en utilizar tubos de salida inductiva en vez de klistrones para alimentar las cavidades.

## Líneas de luz
A fecha de enero de 2016, Diamond contaba con  27 líneas de luz en funcionamiento y 3 en construcción. La mayoría de las líneas emiten rayos X de energías comprendidas entre los 2 y 25 keV, aunque en ocasiones alcanzan regiones del espectro tanto a mayor como a menor energía; existe también una línea de radiación infrarroja y otra que abarca el espectro ultravioleta. La radiación se utiliza para investigaciones científicas en numerosos campos, usando una amplia variedad de técnicas divididas en tres grupos principales: dispersión y difracción; espectroscopía; e imaginología y microscopía. Una de las principales técnicas es la cristalografía. También se pueden destacar la espectroscopía de absorción, el dicroísmo circular y la espectromicroscopía. La principal aplicación es el estudio de la estructura y composición de varios materiales inorgánicos y biológicos.